# Bat Masterson

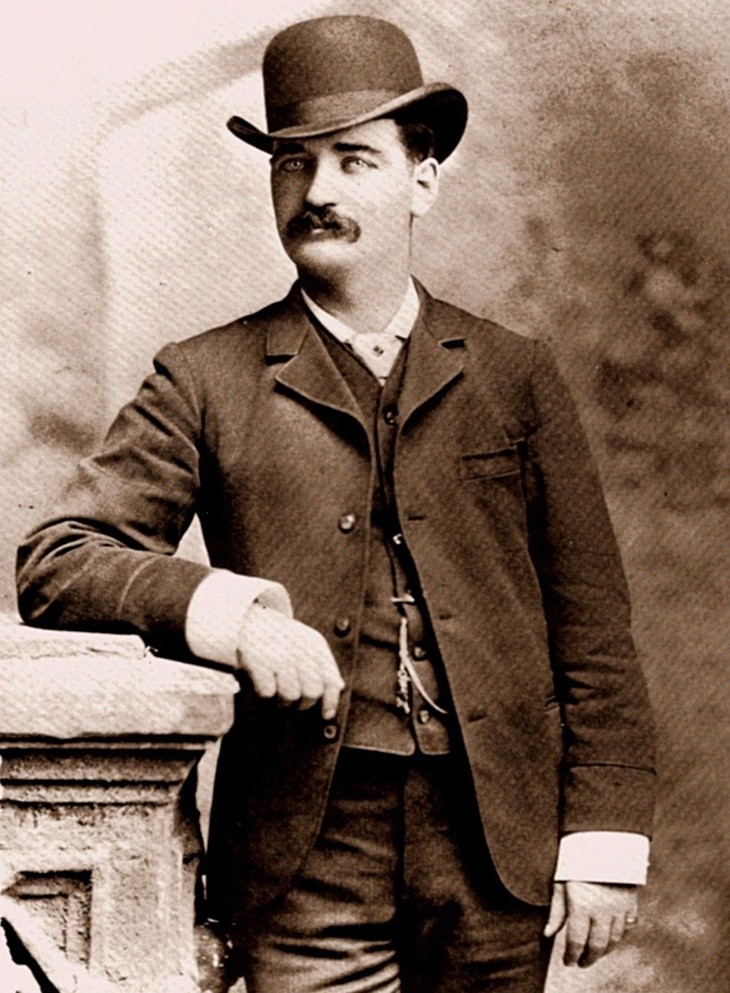
Bat Masterson 1879

Bartholomew "Bat" Masterson, född 24 november 1853 i Henryville, död 25 oktober 1921 i New York, var en legendarisk amerikansk sheriff. Han var fruktad på grund av att han ofta använde sitt skjutvapen. Han hade sex syskon, varav fyra var bröderna Edward J. Masterson (sheriff i Dodge City, mördades 1878), James "Jim" Masterson samt de två yngre bröderna George (född 1860) och Thomas (född 1858). De två systrarna var Nelly (född 1857) och Emma (Minnie) (född 1862). Han bytte som ung namn till William Barclay Masterson. På 1870-talet arbetade han tillsammans med Wyatt Earp i Dodge Citys poliskår.